# Historias de ningoon
Historias de ningoon es una maqueta de la banda mexicana de rock en español Los Amantes de Lola y fue publicado en 2002 por el sello discográfico BMG Ariola en formato de disco compacto.

## Lista de canciones
| N.º   | Título                          | Duración |  |
| 1.    | «Ley fuga»                      | 3:21     |  |
| 2.    | «El ángel»                      | 4:52     |  |
| 3.    | «Estepa en llamas bajo el sol»  | 4:25     |  |
| 4.    | «Férmina»                       | 4:15     |  |
| 5.    | «Resurrección»                  | 6:11     |  |
| 6.    | «Lola y los amantes desalmados» | 2:58     |  |
| 7.    | «Mrs. Butterfly»                | 4:06     |  |
| 8.    | «Jessica Blues»                 | 6:15     |  |
| 9.    | «Como el aire»                  | 3:27     |  |
| 39:48 |                                 |          |  |

## Créditos
- Kazz — voz.
- Gasú — guitarra.
- Freddie Canedo — bajo.
- Alejandro Tirado Lozano — batería.